# Линия на уседналост
Линията на уседналост (на руски: Черта оседлости) е границата на област в Руската империя, в която е разрешено постоянното пребиваване на евреи. Тя е създадена през 1791 при управлението на Екатерина II и е премахната с Декрета за отмяна на вероизповедалните и национални ограничения след Февруарската революция от 1917.
Обхватът на Линията на уседналост се променя многократно за времето на нейното съществуване. Първоначално включва само четири губернии по западната граница на империята, но след Подялбата на Полша към нея са присъединени и много от новозавладените територии. През по-голямата част от съществуването си Линията обхваща големи части от днешните Украйна, Беларус, Полша, Молдова и Литва и най-западните части на днешна Русия.
Постоянното пребиваване на евреи извън областта е забранено, с изключение на някои професионални категории – търговци от Първа гилдия, хора с висше или специално образование, някои занаятчии, войници. Някои части от областта също са забранени за обитаване от евреи – селските райони и градове като Киев, Николаев, Севастопол, Ялта. В определени периоди в някои райони е забранено само новото заселване на евреи, без вече живеещите там да бъдат изселвани - например 50-верстова ивица по западната граница.
При най-голямото разрастване на Линията на уседналост в областта живеят около 5 милиона евреи, които съставляват към 40% от населението. По този начин те образуват най-голямата компактна еврейска общност в света по това време. Голямата концентрация на еврейско население в малките градове на Линията ги превръща в лесен обект на многобройни погроми, най-интензивни през 1881-1883 и 1903-1906, при които са избити десетки хиляди. Погромите продължават и след формалното премахване на Линията, най-вече през 1918-1920 по време на Руската гражданска война. Поради тежките условия на живот, в края на 19 век и началото на 20 век от областта емигрират около 2 милиона евреи, най-вече за Съединените щати.
По време на Втората световна война цялата територия на Линията на уседналост попада под германска окупация. В резултат на систематичния геноцид еврейското население на областта е практически унищожено.